# Borys Polakow
Borys Markowycz Polakow, ukr. Борис Маркович Поляков (ur. 8 grudnia 1976 w Kijowie) – ukraiński piłkarz, grający na pozycji obrońcy.

## Kariera piłkarska

### Kariera klubowa
W 1993 rozpoczął karierę piłkarską w trzeciej drużynie CSKA Kijów. W kwietniu 1995 debiutował w składzie drugiej drużyny, a 2 lipca 1995 rozegrał pierwszy swój mecz w barwach pierwszej drużyny CSKA. W sierpniu 1997 został wypożyczony na pół roku do Kreminia Krzemieńczuk, a podczas przerwy zimowej sezonu 1998/99. Latem 2000 roku przeszedł do Tawrii Symferopol. Latem 2002 zasilił skład Wołyni Łuck. W sierpniu 2003 odszedł do Dynama Mińsk. Podczas przerwy zimowej sezonu 2003/04 wyjechał do Kazachstanu, gdzie podpisał kontrakt z FK Aktöbe. Na początku 2006 powrócił do Wołyni Łuck. Latem 2006 zmienił klub na Obołoń Kijów, ale na początku 2007 ponownie wyjechał do Kazachstanu, gdzie bronił barw Żetysu Tałdykorgan. W 2008 zakończył karierę piłkarską w klubie Megasport Ałmaty.
Po zakończeniu kariery zawodowej pracuje jako skaut dla klubu Tawrija Symferopol.

## Sukcesy i odznaczenia

### Sukcesy klubowe
- mistrz Kazachstanu: 2005
- wicemistrz Pierwszej ligi Ukrainy: 1995